# Kordofáni bokorpacsirta
A kordofáni bokorpacsirta (Mirafra cordofanica) a verébalakúak (Passeriformes) rendjébe, ezen belül a pacsirtafélék (Alaudidae) családjába tartozó faj.

## Rendszerezése
A fajt Hugh Edwin Strickland brit ornitológus írta le 1850-ben.

## Előfordulása
Burkina Faso, Csád, Dél-Szudán, Mali, Mauritánia, Niger, Szenegál és Szudán területén honos. Természetes élőhelyei a szubtrópusi és trópusi száraz gyepek és cserjések. Állandó, nem vonuló faj.

## Megjelenése
Testhossza 14 centiméter.

## Életmódja
Rovarokkal és magokkal táplálkozik. Májustól augusztusig költ.

## Természetvédelmi helyzete
Az elterjedési területe rendkívül nagy, egyedszáma ugyan csökken, de még nem éri el a kritikus szintet. A Természetvédelmi Világszövetség Vörös listáján nem fenyegetett fajként szerepel.